# 1979
För romanen, se 1979 (roman). För sången, se 1979 (sång).
1979 (MCMLXXIX) var ett normalår som började en måndag i den gregorianska kalendern.

## Händelser

### Januari
- 1 januari
  - USA och Folkrepubliken Kina upprättar diplomatiska relationer.
  - 29 personer omkommer då grekiska supertankern Andros Patria fattar eld utanför Spanien [1].
- 8 januari
  - Pol Pot-regimen störtas i Kampuchea (nuvarande Kambodja.)
  - 50 personer omkommer då en fransk supertanker exploderar under lossning på Irland [1].
- 9 januari – Aktiespararna säger nej till Volvos Norgeavtal.
- 12 januari – Ett 18-årigt vårdbiträde på Malmö Östra Sjukhus erkänner sig ligga bakom den våg av förgiftningar som drabbat äldre patienter sedan oktober 1978, genom att hälla rengöringsmedel i saft [2].
- 16 januari – Shahen av Iran, Mohammad Reza Pahlavi, och hans familj, bland annat hans fru Farah Diba, flyr från landet efter ökande protester [3].
- 18 januari – Björn Borg utses till världsmästare i tennis.
- 20 januari – 4 personer omkommer vid krock bil–tåg vid Malung, Sverige [1].
- 26 januari – Det svenska strålskyddsinstitutet slår larm om att den cancerframkallande gasen radon kan finnas i tusentals hus [2].
- 29 januari
  - Kinas vice premiärminister Deng Xiaoping gästar USA som ett led i Kinas nya, alltmer öppna, relationer till västvärlden [3].
  - 16-åriga skolflickan Brenda Ann Spencer skjuter ihjäl två och skadar åtta skolbarn samt en väktare då hon skjuter med ett gevär från sitt fönster mot skolan Cleveland Elementary School i San Diego i Kalifornien.
- 31 januari – Varusortimentet Blåvitt introduceras i Sverige.[4]

### Februari
- 1 februari – Ayatollah Khomeini återvänder till Iran efter exil i Paris, och ställer sig i spetsen för protesterande muslimer [3].
- 11 februari – Irans nationalförsamling upplöses [5]. Monarkin störtas, när islamister, nationalister och kommunister gör revolution.
- 13–18 februari – En mycket kraftig snöstorm rasar i södra Skåne [6].
- 16 februari – Bilder på Stockholms finansborgarråd Ulf Adelsohn dansande i bastkjol på en nattklubb på Filippinerna under en tjänsteresa väcker uppseende [7][8].
- 17 februari – Kina går över gränsen in i norra Vietnam.
- 22 februari
  - Det svenska kyrkomötet säger nej till förslaget om att skilja kyrkan och staten.
  - BT Kemis fabrik i Teckomatorp sprängs.
- 26 februari – Kvinnor tillåts för första gången sedan 1923 delta i det öppna spåret i Vasaloppet [2]. Lena Wallin vinner premiärupplagan, och 126 åkare deltar [9].
- 27 februari – Ett sovjetiskt fartyg grundstöter vid Baltiska kusten [10].

### Mars

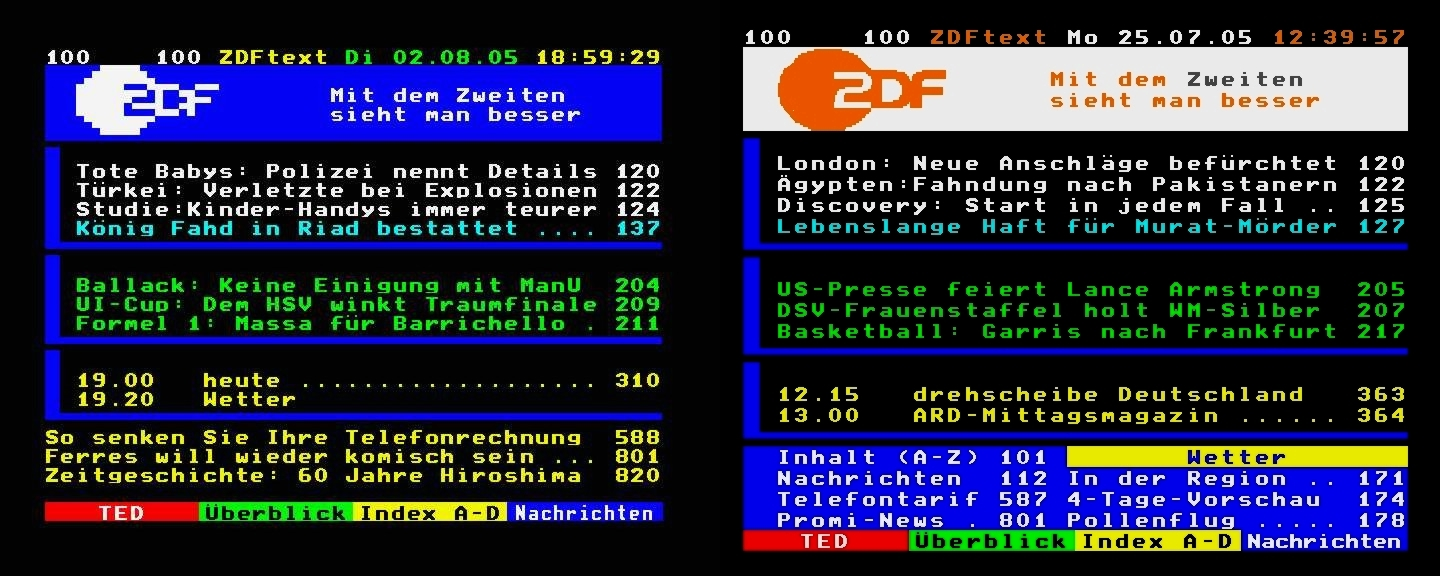
Text-TV lanseras.

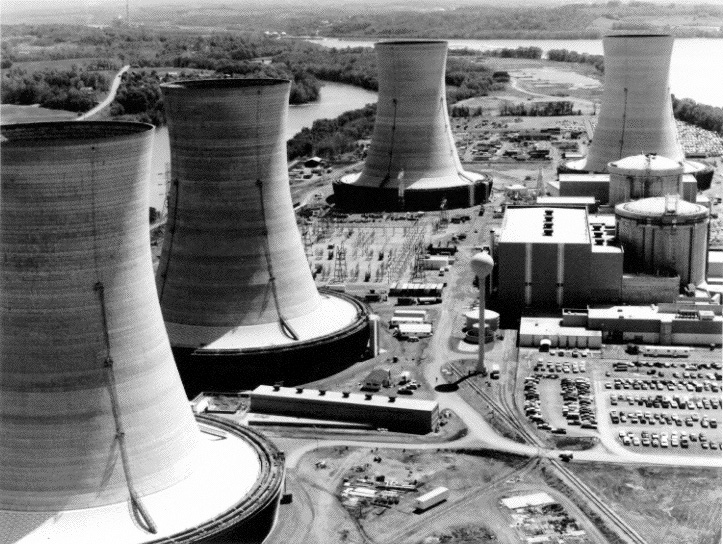
Kärnkraftverket Three Mile Island (Harrisburgolyckan.

- 5 mars – Voyager 1 upptäcker Jupiters måne Thebe.
- 8 mars
  - Sveriges Radio-TV börjar sända den amerikanska TV-serien "Förintelsen" [7].
  - Under protesterna i Teheran i mars 1979 demonstrerar tusentals kvinnor i sex dagar mot införandet av slöjtvång och försämrade rättigheter för kvinnor under den islamiska revolutionen.
- 12 mars – Sveriges Radio-TV lanserar text-TV.
- 13 mars – En oblodig statskupp genomförs i Grenada.
- 15 mars – Förbud mot att utsätta barn för aga eller annan kränkande behandling införs i den svenska föräldrabalken.
- 18 mars – 10 gruvarbetare dödas i en metangasexplosion i kolgruvan i Golborne utanför Wigan, Lancashire.[11]
- 19 mars – Ingemar Stenmark, Sverige vinner sin tionde raka världscupseger i storslalom.
- 20 mars – 42 år gamle före detta FN-officeren och Säpo-mannen Stig Bergling grips av israelisk polis i Tel Aviv misstänkt för olovlig underrättelsetjänst åt Sovjetunionen, och utlämnas till Sverige [3].
- 26 mars – Egypten och Israel undertecknar ett fredsavtal.
- 28 mars
  - En kärnreaktor i kärnkraftverket Three Mile Island i Harrisburg i delstaten Pennsylvania i USA havererar [3]. Tusentals personer evakueras tillfälligt [10].
  - I Storbritannien förlorar Jim Callaghans Labourminoritetsregering en förtroendeomröstning med en röst, vilket leder till att allmänna val utlyses till 3 maj.[12]
- 31 mars – Eriksbergsvarvet i Göteborg läggs ner.

### April

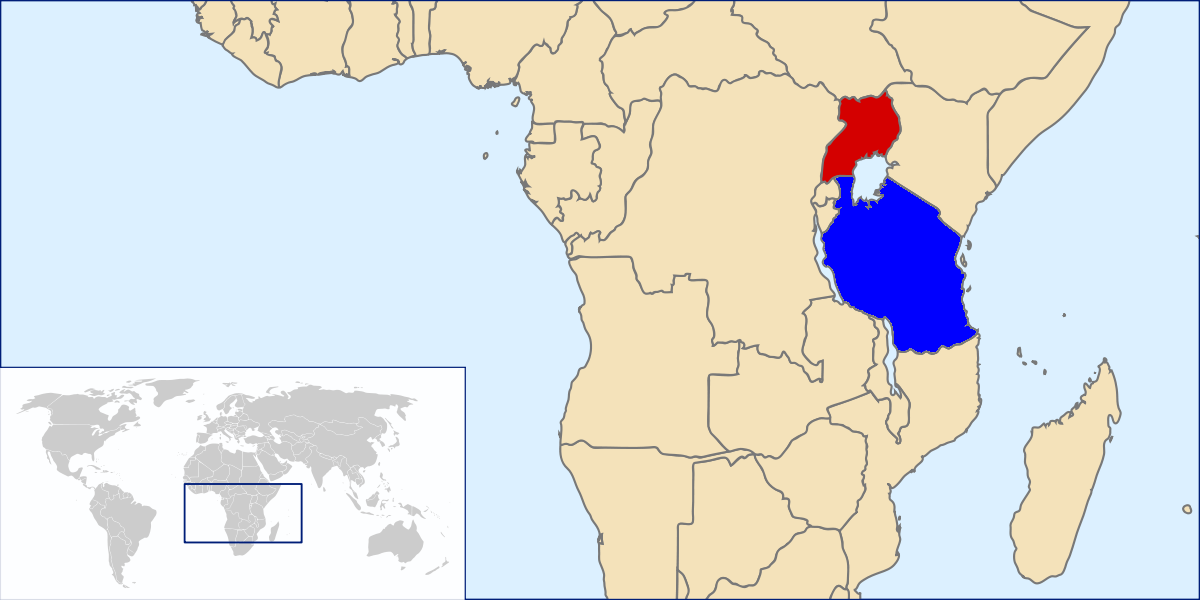
Krig mellan Uganda och Tanzania.

- 1 april – Ayatollah Khomeini utropar en islamisk republik i Iran [5].
- 3 april
  - Chicago får sin första kvinnliga borgmästare.
  - Kina säger upp ett 30-årigt vänskapsavtal med Sovjetunionen.
- 4 april – Efter reaktorhaveriet i Harrisburg i USA stöder nu SAP kravet från Centern på folkomröstning om kärnkraften i Sverige [2].
- 5 april
  - Den första gruppen med 48 båtflyktingar från Sydvietnam anländer till Sverige, och har fått sitt namn då de flyr i skrangliga båtar [9].
  - Oljan från det sovjetiska fartyg som grundstött vid baltiska kusten läcker ut i Stockholms skärgård, Sverige. Sverige sätter in Kustbevakningen, marinen, värnpliktiga, flera brandkårer samt tusentals frivilliga [10].
- 10 april – Tanzaniska trupper intar Ugandas huvudstad och tvingar diktatorn Idi Amin att fly utomlands [3].
- 19 april – Socialdemokraterna firar 90-årsjubileum.
- 21 april – Abel Muzorewa får flest röster vid första fria parlamentsvalet i Rhodesia [7].
- April – Socialdemokraterna och Centerpartiet enas om att fälla den svenska regeringens förslag till marginalskattesänkningar, förslaget om husläkare och lagen om jämställdhet mellan könen.

### Maj

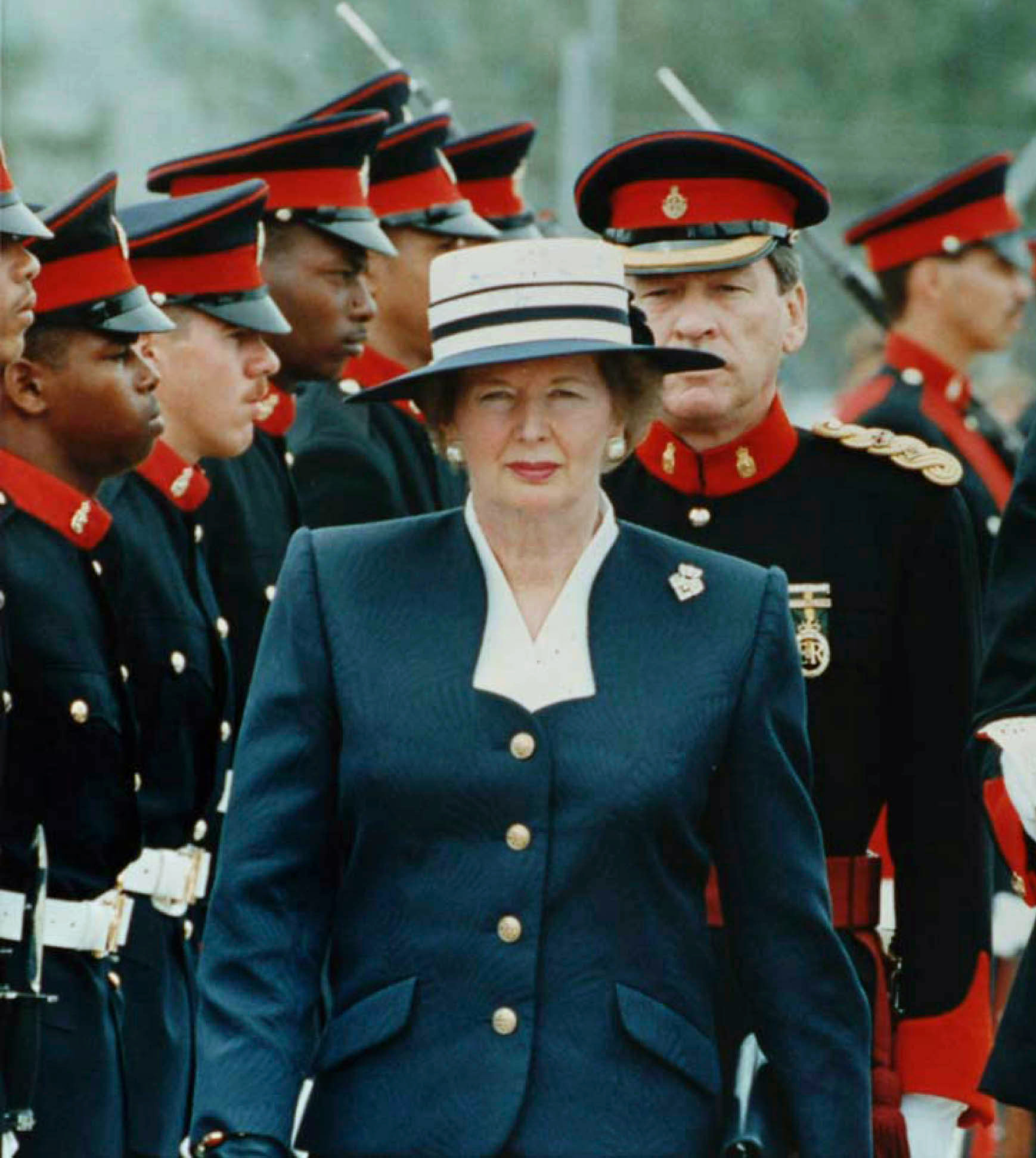
Margaret Thatcher blir premiärminister i Storbritannien, och Europas första kvinnliga regeringschef.

- 2 maj – Ett drivande tjockoljebälte drabbar Gotska Sandöns stränder, och militär sätts in för sanering [10].
- 4 maj – Margaret Thatcher blir premiärminister i Storbritannien, och Europas första kvinnliga regeringschef [3]. (efter valet 3 maj).
- 20 maj – Stort oljebälte hotar Fårö [10].
- 25 maj – 273 personer omkommer då en DC-10 från American Airlines störtar vid Chicago, Illinois, USA [1].
- 30 maj – Fotbollsklubben Malmö FF blir det första svenska laget att spela final i Europacupen nuvarande UEFA Champions League.

### Juni
- 3 juni
  - En statskupp genomförs i Ghana.
  - Oljeborrtornet Ixtoc 1 i Mexikanska golfen sprutar vid blowout ut 30 000 fat olja i havet dagligen innan utflödet minskar till 20 000 fat. Ungefär hälften brinner upp, resten bildar oljebälten som ger stora skador på växt- och djurlivet [10].
- 7–10 juni – Val till det första direktvalda EG-parlamentet.
- 15 juni – 6 personer dödas då en bil och en buss krockar norr om Härnösand, Sverige [1].
- 18 juni – SALT 2-avtalet undertecknas i Wien av Jimmy Carter och Leonid Brezjnev [3].
- 21 juni
  - Den svenska regeringen godkänner laddningen av reaktorerna vid Forsmark 1 och Ringhals 3 [2].
  - Tipstjänst får tillstånd att anordna ett nytt spel, Lotto, med en miljon kronor som maxvinst [2].

### Juli
- 1 juli
  - Den svenska regeringen beslutar att utvidga Sveriges territorialvatten från 4 till 12 nautiska mil [2].
  - Sverige förbjuder barnaga helt.
  - Sverige förbjuder reklam för vin, sprit och starköl [3].
- 10 juli – En halv miljon tittare beräknas smita från TV-avgiften. Den svenska regeringen vill därför införa elektronisk kontroll av apparatinnehav [2].
- 11 juli – USA:s rymdstation Skylab störtar i Indiska oceanen.
- 12 juli – Vid en hotellbrand i Zaragoza omkommer minst 83 personer [1].
- 17 juli – Nicaraguas diktator Anastasio Somoza Debayle flyr till USA efter ett och ett halvt års inbördeskrig mot sandinistgerillan [7].
- 22 juli – Sverige erkänner den nya sandinistiska regimen i Nicaragua [9].
- 25 juli – Israel återlämnar den ockuperade delen av Sinaihalvön till Egypten [5].
- 26 juli
  - Charan Singh blir premiärminister i Indien.
  - 26 personer omkommer då två supertankers kolliderar utanför Tobago [1]. Den ena heter MV Aegean Captain och är lastad med 200 000 ton nafta då den fattar eld medan den andra heter SS Atlantic Empress och bryts i två delar och sjunker. 275 000 ton olja läcker ut och driver in mot land [10].
- 31 juli – 17 personer omkommer då ett brittiskt flygplan störtar strax efter starten från Shetlandsöarna [1].

### Augusti
- Augusti

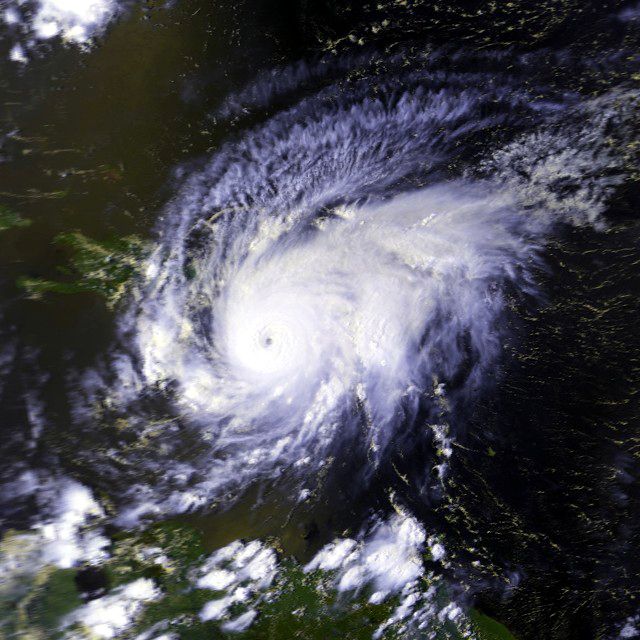
Orkanen David.

  - Oljan som sprutade ut under läckan vid oljeborrtornet Ixtoc 1 i Mexikanska golfen når den 3 juni 1979 kusten i Texas, USA [10].
  - Oljesaneringen i Stockholms skärgård efter olyckan tidigare under året beräknas ha kostat 100 miljoner SEK.[10]
- Augusti–september – Orkanen David drabbar östra Karibien och USA.
- 1 augusti – Maria de Lourdes Pintasilgo blir premiärminister i Portugal.
- 3 augusti – Vulkanen Etna får ett häftigt utbrott.
- 4 augusti – Stockholm Maraton arrangeras för första gången, med över 2 000 deltagare.[2][7]
- 5 augusti – Francesco Cossiga blir premiärminister i Italien.
- 7 augusti – 21 personer omkommer vid skogsbrand i Spanien.[1]
- 10–15 augusti – 12 000 hektar skog ödeläggs vid skogsbränder på Frankrikes medelhavskust [10].
- 11 augusti – Minst 150 personer omkommer då två sovjetiska passagerarflygplan störtar vid Chicago, Illinois, USA [1].
- 15 augusti – 5 personer omkommer då en helikopter störtar norr om Ritsem, Sverige efter krock med kraftledning [1].
- 16 augusti – Shehu Shagari ny president i Nigeria.
- 21 augusti – Lars "Laban" Arnesson utses till förbundskapten för Sveriges herrlandslag i fotboll efter Georg "Åby" Ericson [3].
- 23 augusti – Sveriges regering föreslår att Sverige ändrar begreppet "socialvård"  till "socialtjänst".[3][9]
- 29 augusti - HBTQ-aktivister ockuperar Socialstyrelsen och spärrar av trappan för att få Socialstyrelsen att avklassificera homosexualitet som en psykisk sjukdom.

### September
- 3 september – Ett Atlas Copco-chartrat flygplan havererar utanför Nice, Frankrike och alla 10 passagerarna i flygplanet omkommer [1].
- 13 september – 31 personer omkommer då ett italienskt inrikesflygplan krossas mot en bergvägg [1].
- 14 september – En statskupp genomförs i Afghanistan.

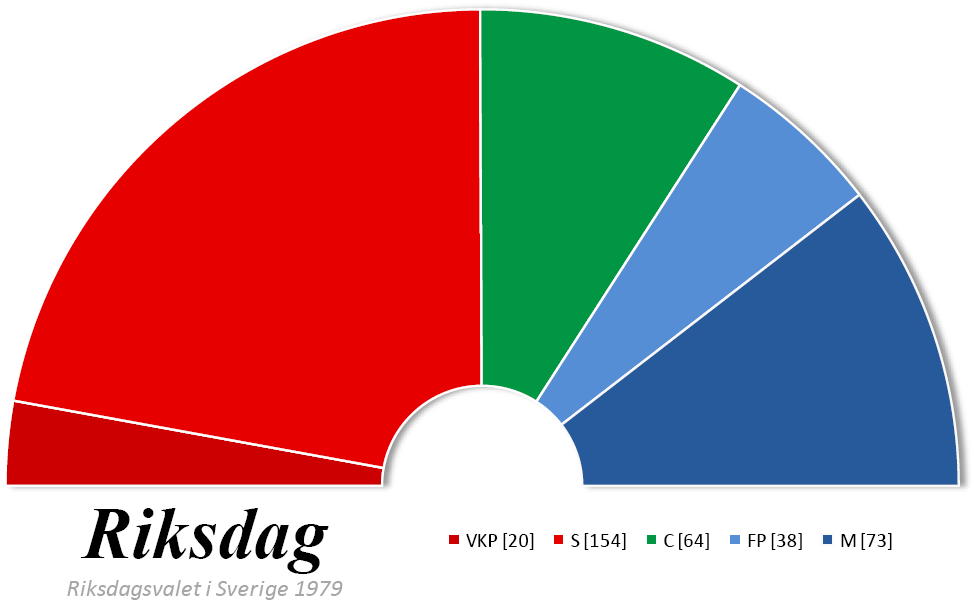
Riksdagsval i Sverige.

- 16 september – De borgerliga vinner det svenska riksdagsvalet med ett mandat (175-174) [3]. Moderaterna ökar med 18 mandat medan Centern förlorar 22 [2].
- 28 september – 26 personer omkommer vid en hotellbrand i Wien [1].

### Oktober
- 7 oktober – 14 personer omkommer då ett Swissair-flygplan glider av landningsbanan i Aten, Grekland och fattar eld [1].
- 11 oktober – Thorbjörn Fälldin tillträder som statsminister i en ny trepartiregering [2], bestående av Moderaterna, Centern och Folkpartiet och efterträder därmed Ola Ullsten.
- 15 oktober – 4 personer omkommer då ett finländskt taxiflygplan störtar utanför Växjö, Sverige [1].
- 19 oktober – Svenska Socialstyrelsen stryker homosexualitet som psykisk sjukdom [13].
- 31 oktober – 70 personer omkommer och 19 överlever då ett amerikanskt passagerarflygplan havererar vid Mexico City, Mexiko [1].

### November

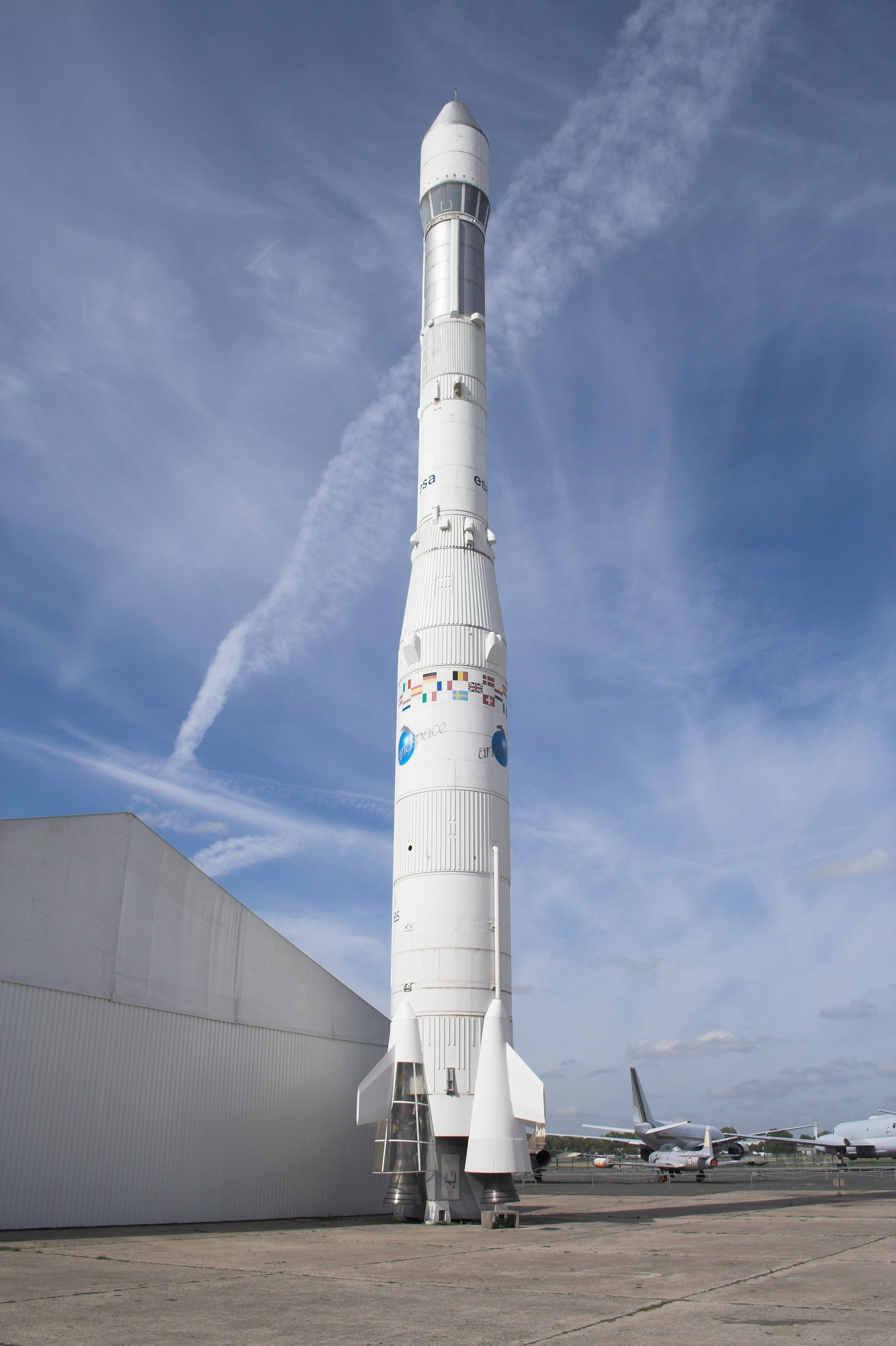
Ariane 1, Europas första rymdraket, skjuts upp.

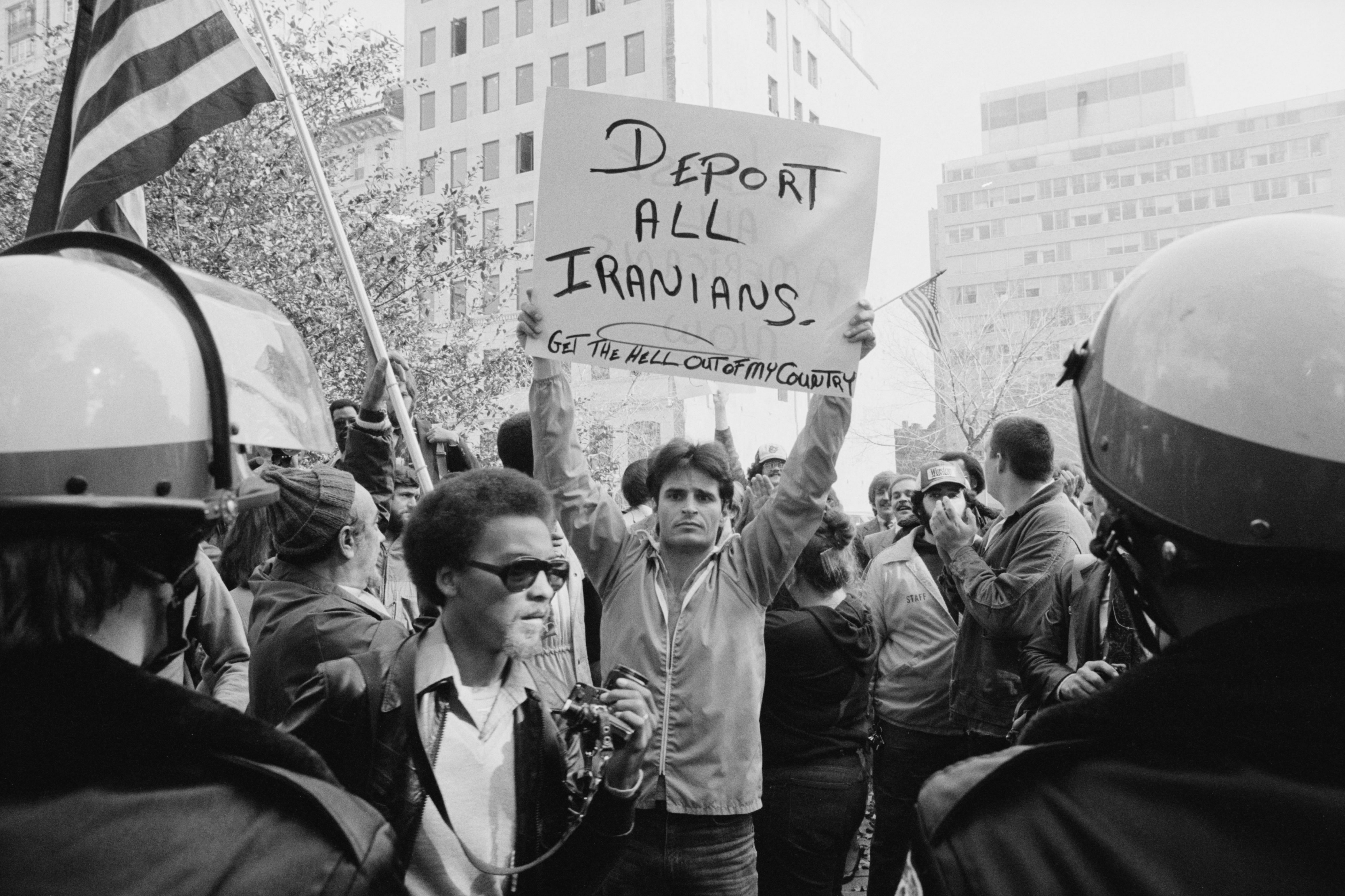
Gisslankrisen i Iran

- 4 november – Revolutionsgardister ockuperar USA:s ambassad i Teheran, Iran och tar ambassadpersonalen som gisslan [3]. Totalt 80 personer tas tillfånga [7].
- 7 november
  - Den nya successionsordningen antas slutgiltigt av den svenska riksdagen vilket gör prinsessan Victoria till Sveriges tronföljare från 1 januari 1980 [2].
  - Sveriges riksdag beslutar att Sverige från 1980 skall införa sommartid under perioden 6 april–28 september [9].
- 19 november
  - Carl Bridgewater-mordrättegången i England slutar med att alla fyra män befinns skyldiga. James Robinson, 45, och 25-årige Vincent Hickey döms till livstids fängelse, med 25 år som rekommenderade minimistraffet för mord. 18-årige Michael Hickey befinns också skyldig och döms till obestämd internering. Patrick Molloy, 53, befinns skyldig för dråp och döms till 12 års fängelse.[14]
  - Falsklarm om kärnvapen utlöses, då NORAD-datorerna och Alternate National Military Command Center i Fort Ritchie, Maryland upptäcker påstådda sovjetiska kärnvapenanfall. Efter en genomgång av rådata från satelliter och kontroll avbryts alarmet.[15]
- 21 november – Shiamuslimer tar över 100 som gisslan vid Masjid al-Haram-moskén i Mekka, över 150 dödas vid fritagningen [7].
- 26 november – 156 personer omkommer då ett saudiskt passagerarflygplan störtar strax efter starten från Jidda, Saudiarabien.[1]

### December

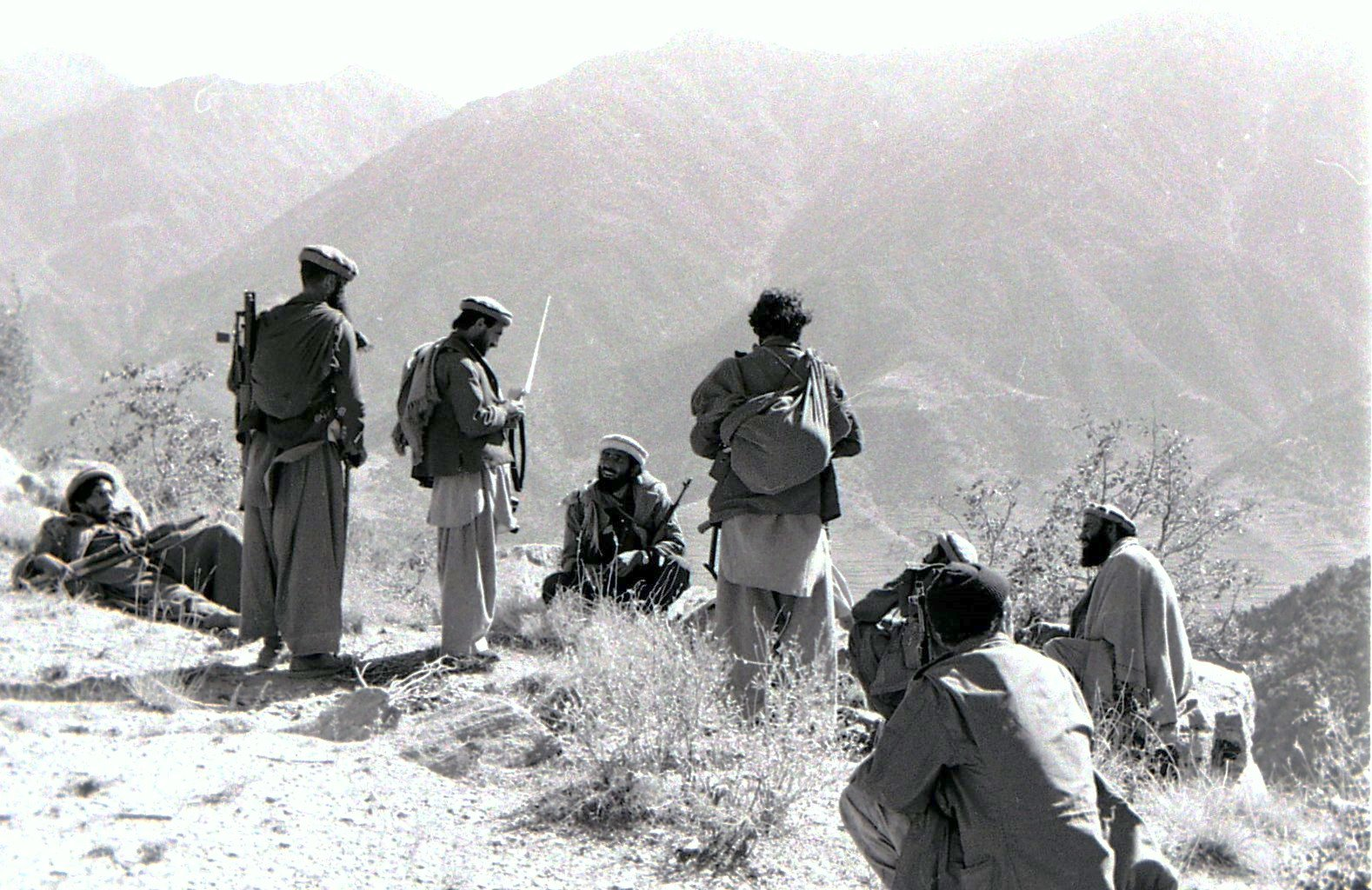
Afghansk-sovjetiska kriget.

- 7 december – Stig Bergling döms till livstids fängelse för spioneri åt Sovjetunionen [2].
- 10 december – Moder Teresa får Nobels fredspris för sitt arbete för Indiens fattiga [7].
- 13 december – Alkoholpåverkad 15-åring knivhugger en lärare på Svartedalsskolan i Biskopsgården, Göteborg, till döds.[16][17]
- 15 december – Två bröder uppfinner spelet Trivial Pursuit i köket hemma i Montréal, Kanada.
- 19 december – Renault blir delägare i Volvo [18].
- 22 december – Baskien i Spanien blir en autonom region.[19]
- 24 december
  - Sovjetunionen invaderar Afghanistan [7], vilket fördöms av en enig svensk opinion.
  - Europas första rymdraket, Ariane 1, skjuts upp.
- 27 december – Sovjetiska soldater intar Kabul när Sovjetunionens för första gången efter andra världskriget går in i ett land utanför Warszawapaktsblocket [3]. Kalla kriget får en "nystart" med "80-talskrisen".[20]

### Okänt datum
- Japan lagstiftar om specialskolsystem inom den obligatoriska utbildningen.
- Den svenska riksdagen antar en särskild jämställdhetslag, för att främja kvinnors och mäns lika rättigheter i arbetslivet.
- Det svenska Statens Avtalsverk byter namn till Statens Arbetsgivarverk.
- Sven Erik Sjöstrand på läkemedelsföretaget Astra patenterar magmedicinen Losec.
- Håkan Lans får patent på färggrafik till datorer.
- Svenska kungafamiljen beslutar flytta till Drottningholm.[2]
- Sverige inför hastighetsbegränsningar i trafiken för att minska energiåtgången.[2]
- UHB och Sandvik AB bildar ett gemensamt bolag, USAB.[21]

## Födda

### Första kvartalet

#### Januari
- 4 januari – Jonatan Unge, svensk ståuppkomiker.
- 8 januari
  - Adrian Mutu, rumänsk fotbollsspelare.
  - Sarah Polley, kanadensisk skådespelare.
- 10 januari – Henrik Tallinder, svensk ishockeyspelare.
- 11 januari – Siti Nurhaliza, malaysisk R&B-sångare.
- 12 januari – Marián Hossa, slovakisk ishockeyspelare.
- 14 januari – Whynter Lamarre, kanadensisk vattenpolomålvakt.
- 15 januari – Busy Philipps, amerikansk skådespelare och manusförfattare.
- 16 januari – Aaliyah, amerikansk sångerska och skådespelare.
- 18 januari – Ruslan Fedotenko, ukrainsk ishockeyspelare.
- 20 januari – Rob Bourdon, amerikansk musiker, trummis i Linkin Park.
- 24 januari
  - Aino-Kaisa Pekonen, finländsk politiker.
  - Tatyana Ali, amerikansk skådespelare.
- 25 januari – Wali Razaqi, afghansk skådespelare.
- 29 januari
  - Marvin Agustin, filippinsk skådespelare.
  - Andrew Keegan, amerikansk skådespelare.
  - Ken Ring, svensk rappare.

#### Februari
- 1 februari – Julie Roberts, amerikansk countryartist.
- 4 februari – Giorgio Pantano, italiensk racerförare.
- 9 februari
  - Viktor Ginner, svensk skådespelare.
  - Mena Suvari, amerikansk skådespelare.
  - Zhang Ziyi, kinesisk skådespelare.
- 11 februari – Brandy, amerikansk grammybelönad R&B-sångare.
- 13 februari – Anders Behring Breivik, norsk terrorist som utförde terrorattackerna i Norge 2011.
- 15 februari – Valentino Rossi, femfaldig MotoGP-mästare.
- 17 februari – Osvaldo Palma, svensk thaiboxare.
- 21 februari
  - Andre Noble, kanadensisk skådespelare.
  - Denis In-Fa-Lin, rysk bandyspelare.
  - Jennifer Love Hewitt, amerikansk skådespelare.
- 23 februari
  - Robin Beauregard, amerikansk vattenpolospelare.
  - Sascha Zacharias, svensk skådespelare.

#### Mars
- 1 mars – Mustafa Mohamed, svensk friidrottare, 3000 m hinder.
- 2 mars – Kristina Ohlsson, svensk författare och säkerhetspolitisk analytiker
- 6 mars – Tim Howard, amerikansk fotbollsmålvakt.
- 9 mars
  - Erik Lundin, svensk skådespelare, regissör och manusförfattare.
  - Oscar Isaac, guatemalansk-amerikansk skådespelare
- 11 mars
  - Benji Madden, amerikansk musiker, gitarrist i pop/punkbandet Good Charlotte.
  - Joel Madden, amerikansk musiker, sångare i pop/punkbandet Good Charlotte.
- 12 mars – Pete Doherty, engelsk musiker.
- 13 mars
  - Krille Kellerman, svensk gitarrist och låtskrivare i Aggressive Chill.
  - Sandra Dahlberg, svensk sångare.
- 14 mars – Nick Atkinson, svensk skådespelare.
- 18 mars – Danneel Harris, amerikansk skådespelare.
- 30 mars – Norah Jones, amerikansk artist.

### Andra kvartalet

#### April
- 3 april – Steve Simonsen, engelsk fotbollsmålvakt.
- 4 april
  - Heath Ledger, australisk skådespelare.
  - Natasha Lyonne, amerikansk skådespelare.
- 8 april – Alexi Laiho, finländsk musiker, gitarrist i Children of Bodom och Sinergy.
- 10 april
  - Sophie Ellis-Bextor, brittisk sångare.
  - Tsuyoshi Doumoto, japansk skådespelare och musiker, sångare i Kinki Kids.
- 12 april
  - Claire Danes, amerikansk skådespelare.
  - Oliver Loftéen, svensk skådespelare.
- 16 april – Christijan Albers, nederländsk racerförare.
- 17 april – Silvia Bosurgi, italiensk vattenpolospelare.
- 19 april – Kate Hudson, amerikansk skådespelare.
- 21 april – Tobias Linderoth, svensk fotbollsspelare.
- 23 april – Lauri Ylönen, finländsk kompositör och musiker, sångare och låtskrivare i The Rasmus.
- 23 april
  - Jaime King, amerikanska skådespelare och modell.
  - Mia Kihl, svensk röstskådespelare.
- 24 april
  - Emma Andersson, svensk dokusåpadeltagare, programledare i TV.
  - Rebecca Lynn Howard, amerikansk countryartist.
  - Marie Picasso, svensk sångare.
- 28 april – Jorge Garcia, amerikansk skådespelare.
- 29 april – Jo O'Meara, brittisk musiker.

#### Maj
- 4 maj – Lance Bass, bassångare i N*sync.
- 5 maj – Bipasha Basu, indisk skådespelare.
- 9 maj – Pierre Bouvier, sångare i bandet Simple Plan.
- 13 maj
  - Prins Carl Philip av Sverige.[2]
  - Sara Larsson, svensk fotbollsspelare.
- 16 maj – Emma Molin, svensk skådespelare.
- 17 maj – Jimmie Åkesson, svensk politiker, partiledare för Sverigedemokraterna 2005–, riksdagsledamot 2010–.
- 18 maj – Jens Bergensten, svensk speldesigner
- 24 maj – Tracy McGrady, amerikansk NBA basketspelare, från Auburndale
- 28 maj – Jesse Bradford, amerikansk skådespelare.

#### Juni
- 1 juni – Markus Persson, svensk spelutvecklare, grundare av Mojang AB och skapare av sandlådespelet Minecraft
- 4 juni – Behrang Ehteshamy, svensk it-pionjär, grundare av bland annat Kimura.se, Klart.se och Eltiempo.es samt Mobilchef på Blocket.se
- 6 juni – Emil Lindroth, svensk musikproducent och skådespelare.
- 9 juni
  - Cecilia Düringer, svensk lärare och programledare.
  - Stefano Tempesti, italiensk vattenpolomålvakt.
- 10 juni
- Svetlana Zakharova, ukrainsk prima ballerina.
- Assi Azar, israelisk programledare
- 12 juni
  - Joanne Fox, australisk vattenpolospelare.
  - Robyn, svensk sångerska.
- 14 juni – Johan Arneng, svensk fotbollsspelare.
- 22 juni – Thom Filicia, amerikansk TV-programledare.
- 24 juni – Petra Němcová, tjeckisk fotomodell.
- 25 juni – Daniel Jensen, dansk fotbollsspelare.
- 27 juni – Jesper Rönndahl, svensk komiker och programledare.
- 30 juni – Matisyahu, reggaesångare.

### Tredje kvartalet

#### Juli
- 7 juli – Shelby Niavarani, svensk skådespelare.
- 14 juli – Jenny Olsson, svensk längdskidåkare.[22]
- 15 juli – Travis Fimmel, australisk skådespelare och fotomodell för Calvin Klein.
- 16 juli – Jayma Mays.
- 17 juli – Mike Vogel, amerikansk skådespelare och fotomodell.
- 19 juli – Piritta Rantanen, finländsk socialdemokratisk politiker.
- 20 juli – Miklós Fehér, ungersk fotbollsspelare.
- 25 juli – Timo Räisänen, svensk rockmusiker.
- 26 juli
  - Derek Paravicini, blind och autistisk pianist.
  - Franck Nivard, fransk travkusk och travtränare.

#### Augusti
- 1 augusti – Jason Momoa, amerikansk skådespelare och modell
- 2 augusti – Riitta Mäkinen, finländsk socialdemokratisk politiker.
- 3 augusti
  - Evangeline Lilly, kanadensisk skådespelare och fotomodell.
  - Maria Haukaas Storeng, norsk sångerska.
- 6 augusti – Megumi Okina, japansk skådespelare, fotomodell och sångare.
- 7 augusti – Mathias Alexandersson, svensk skådespelare.
- 15 augusti – Natalia Kazmierska, svensk journalist.
- 16 augusti – Sarah Balabagan, filippinska som straffades för att ha dödat sin arbetsgivare den 19 juni 1994 då hon arbetade som hembiträde i Förenade arabemiraten.
- 29 augusti – Paulinho Guará, brasiliansk fotbollsspelare.

#### September
- 5 september – John Carew, norsk fotbollsspelare.
- 8 september – Pink, amerikansk sångare.
- 18 september
  - High Contrast, egentligen Lincoln Barrett, walesisk liquid funk-/drum and bass-artist och producent.
  - Alison Lohman, amerikansk skådespelare.
  - Liv Mjönes, svensk skådespelare.
- 19 september – Mikael Tellqvist, svensk ishockeyspelare.
- 26 september
  - Nikita Cuffe, australisk vattenpolospelare.
  - Jenny Ulving, svensk skådespelare.
- 28 september – Bam Margera, amerikansk skateboardåkare och TV-programledare, känd från Jackass.

### Fjärde kvartalet

#### Oktober
- 2 oktober – Maja Ivarsson, svensk musiker, sångare i The Sounds.
- 4 oktober – Rachael Leigh Cook, amerikansk skådespelare.
- 8 oktober – Kristanna Loken, amerikansk fotomodell och skådespelare.
- 14 oktober
  - Guillermo Pérez, mexikansk taekwondoutövare.
  - Josef Tingbratt, svensk musiker, sångare i rockbandet Kite från Vårgårda.
- 16 oktober – Božo Petrov, kroatisk politiker och psykiater.
- 17 oktober
  - Alexandros Nikolaidis, grekisk taekwondoutövare.
  - Kimi Räikkönen, finländsk racerförare.
- 21 oktober – Nikolas Theologou, svensk spelutvecklare.
- 22 oktober – Erik Ekstrand, svensk programledare.
- 31 oktober – Ricardo Fuller, jamaicansk fotbollsspelare.

#### November
- 1 november – Alex Falk, svensk sångare och artist.
- 2 november – Jon M. Chu, amerikansk regissör, manusförfattare och filmproducent.
- 9 november – Caroline Flack, brittisk TV-programledare.
- 12 november – Yulis Gabriel Mercedes, dominikansk taekwondoutövare.
- 13 november – Paweł Magdoń, polsk fotbollsspelare.
- 15 november – Josemi, egentligen Jose Miguel Gonzales Rey, spansk fotbollsspelare.
- 16 november – Eun-ju Lee, sydkoreansk skådespelare.
- 19 november – Martin Rutegard,
- 20 november – Hend Sabry, tunisisk skådespelare och modell.
- 23 november
  - Kelly Brook, brittisk fotomodell och skådespelare.
  - Ivica Kostelić, kroatisk alpin skidåkare.
- 27 november – Eero Heinonen, finländsk musiker, basist i The Rasmus.

#### December
- 3 december – Daniel Bedingfield, nyzeeländsk musiker.
- 7 december
  - Kon Artis (född Denaun Porter), amerikansk rapp-artist. En av medlemmarna i hiphop-gruppen D12.
  - Ronaldo Souza, brasiliansk MMA-utövare.
- 8 december – Christian Wilhelmsson, svensk fotbollsspelare.
- 14 december – Michael Owen, brittisk fotbollsspelare.
- 15 december – Jennie Silfverhjelm,  svensk skådespelare.
- 17 december – Polly Kisch, svensk skådespelare.
- 18 december
  - Martin Bentancourt, svensk artist och radioperson.
  - Mamady Sidibe, malisk fotbollsspelare.
- 21 december – Tuva Novotny, svensk skådespelare.
- 23 december – Holly Madison, amerikansk fotomodell.
- 24 december – Sanny Lindström, svensk ishockeyspelare.
- 28 december – Noomi Rapace, svensk skådespelare.
- 29 december – Diego Luna, mexikansk skådespelare.

## Avlidna

### Första kvartalet

#### Januari
- 3 januari – Conrad Hilton, 91, amerikansk företagsledare, grundade hotellkedjan Hilton.
- 5 januari – Charles Mingus, 56, amerikansk kompositör och jazzmusiker.
- 13 januari – Donny Hathaway, 33, amerikansk soulmusiker.
- 14 januari – Thomas DeSimone, 28, amerikansk gangster.
- 20 januari – Birger Brunila, 96, finländsk arkitekt.
- 26 januari – Nelson Rockefeller, 70, amerikansk politiker.
- 27 januari
  - Arne Geijer, 68, ordförande för Landsorganisationen i Sverige.
  - Niilo Saarikko, 80, finländsk sångare.
- 28 januari – Alf Ahlberg, 86, svensk filosof och författare.
- 29 januari – Birgit Sergelius, 71, finlandssvensk skådespelare.

#### Februari
- 2 februari – Sid Vicious, 21, basist i punkgruppen Sex Pistols.
- 7 februari
  - Verner Arpe, 77, svensk skådespelare.
  - Josef Mengele, 67, tysk nazistisk läkare, krigsförbrytare.
- 9 februari – Dennis Gabor, 78, ungersk-brittisk fysiker, hologrammets skapare, nobelpristagare.
- 12 februari – Jean Renoir, 84, fransk regissör.
- 20 februari – Nereo Rocco, 66, italiensk fotbollsspelare och -tränare.
- 26 februari
  - Sten Hagliden, 73, svensk författare och journalist.
  - Clas Ohlson, 83, grundare av Clas Ohlson.
- 27 februari – John Norrman, 83, svensk kompositör.

#### Mars
- 2 mars – Vincenzo Cuccia, 86, italiensk fäktare.
- 3 mars – Mustafa Barzani, 75, kurdisk politiker.
- 9 mars – Jean-Marie Villot, 73, fransk kardinal.
- 12 mars – Axel Gjöres, 89, svenskt statsråd, generaldirektör och chef för kommerskollegium.
- 15 mars
  - Sture Ericson, 66, svensk skådespelare och regissör.
  - Léonide Massine, 82, rysk koreograf och balettdansör.
- 16 mars – Jean Monnet, 90, fransk politiker.
- 24 mars – Ole Lund Kirkegaard, 38, dansk författare.
- 26 mars – Einar Beyron, 78, svensk hovsångare.
- 30 mars – Airey Neave, 63, brittisk politiker, dödad av bilbomb.

### Andra kvartalet

#### April
- 1 april – Gustaf Söderlund, 79, svensk bankdirektör och chef för SAF 1931–1941.
- 4 april – Zulfikar Ali Bhutto, 51, pakistansk politiker, president 1971–1973, premiärminister 1973–1977.
- 7 april – Amir-Abbas Hoveyda, 60, iransk politiker, premiärminister 1965–1977.
- 9 april – Ben Renvall, 76, finländsk skulptör.
- 10 april – Nino Rota, 67, italiensk kompositör.
- 11 april – Leonid Bykov, 60, sovjetisk skådespelare, regissör och manusförfattare.
- 18 april – Jullan Kindahl, 94, svensk skådespelare.
- 19 april
  - Yrjö Aaltonen, 63, finländsk regissör och filmfotograf.
  - Wilhelm Bittrich, 85, tysk general, SS-Obergruppenführer.
  - Berndt Westerberg, 76, svensk skådespelare.
- 24 april – Theodor Olsson, 69, svensk kompositör och musiker (fiol).
- 27 april – Sven Jerring, 83, svensk radioprofil[3].
- 28 april – Sigurd Ågren, 67, svensk musiker.
- 29 april – Ella Hillbäck, 64, svensk författare och litteraturkritiker.

#### Maj
- 7 maj
  - Heinz Reinefarth, 75, tysk SS-general.
  - Sven Utterström, 77, svensk längdskidåkare.
- 14 maj
  - Hugo Bolander, 85, svensk filmproducent, regissör, skådespelare och manusförfattare.
  - Jean Rhys, 88, brittisk författare.
- 25 maj – Fred Gunnarsson, 40, svensk skådespelare.
- 29 maj – Mary Pickford, 87, amerikansk skådespelare, manusförfattare och producent.
- 30 maj – Gustaf Näsström, 80, svensk journalist, ordförande i Publicistklubben 1954–1955.

#### Juni
- 9 juni – Reinhard Gehlen, 77, chef för Västtysklands underrättelsetjänst.
- 11 juni – John Wayne, 72, amerikansk skådespelare.
- 12 juni – Gerda Björne, 87, svensk skådespelare.
- 13 juni – Anatolij Kuznetsov, 49, sovjetisk författare.
- 14 juni – Toivo Pawlo, 61, svensk skådespelare.
- 15 juni – Laurie Bird, 25, amerikansk skådespelare och fotograf.
- 21 juni – Curt Masreliez, 59, svensk skådespelare.
- 23 juni – Claes Dahlgren, 62, chef för Sveriges Radio i USA.
- 26 juni – Fred Akuffo, 42, ghanansk militär och politiker, statschef 1978–1979.
- 29 juni – Paul Dessau, 84, tysk kompositör.

### Tredje kvartalet

#### Juli
- 1 juli – Vsevolod Bobrov, 56, sovjetisk ishockeyspelare.
- 10 juli – Arthur Fiedler, 84, amerikansk dirigent.
- 11 juli – Sigvard Nilsson-Thurneman, 70, svensk förbrytare, medlem i Salaligan.
- 18 juli – Annika Tretow, 60, svensk skådespelare (återfinns död detta datum efter att ha varit försvunnen sedan 10 maj).
- 22 juli
  - Sándor Kocsis, 49, ungersk fotbollsspelare.
  - Stein Rokkan, 58, norsk statsvetare.
- 24 juli – Frank Vernon, 76, belgisk-svensk saxofonist, cellist och orkesterledare.
- 28 juli – Bengt Lissegårdh, 67, svensk konstnär.
- 29 juli – Herbert Marcuse, 81, tysk-amerikansk filosof.

#### Augusti
- 3 augusti
  - Alfredo Ottaviani, 88, italiensk kardinal.
  - Bertil Ohlin, 80, svensk professor, politiker, ledare för Folkpartiet 1944–1967[2].
- 6 augusti
  - Åke Bonnier, 93, svensk bokförläggare.
  - Ivar Johansson, 76, svensk brottare.
- 12 augusti
  - Ernst Boris Chain, 73, brittisk forskare, nobelpristagare i medicin.
  - Inger Juel, 52, svensk skådespelare och sångare.
- 13 augusti
  - Wilhelm Oxenius, 66, tysk militär.
  - Åke Jelving, 71, svensk kompositör, dirigent och musiker (violin).
- 21 augusti – Giuseppe Meazza, 68, italiensk fotbollsspelare.
- 25 augusti
  - Stan Kenton, 67, amerikansk jazzmusiker.
  - Lars Norrman, 63, svensk konstnär.
- 26 augusti – Mika Waltari, 70, finländsk författare.
- 27 augusti – Louis Mountbatten, 79, brittisk amiral.

#### September
- 6 september – Ronald Binge, 69, brittisk kompositör och textförfattare.
- 8 september
  - Jean Seberg, 40, amerikansk skådespelare.
  - Mahmoud Taleghani, 68, iransk teolog och islamist.
- 10 september – Agostinho Neto, 55, angolansk politiker och författare, Angolas president 1975–1979.
- 18 september – Erik Boheman, 84, svensk ambassadör och talman.
- 20 september – Ludvík Svoboda, 83, tjeckoslovakisk militär och politiker, Tjeckoslovakiens president 1968–1975.
- 22 september – James T. Farrell, 75, amerikansk författare.
- 27 september – Gracie Fields, 81, brittisk skådespelare och sångare.
- 29 september – Francisco Macías Nguema, 55, diktator i Ekvatorialguinea.

### Fjärde kvartalet

#### Oktober
- 1 oktober – Harry Persson, 81, svensk tungviktsboxare.
- 6 oktober – W. Chapman Revercomb, 84, amerikansk republikansk politiker, senator 1943–1949 och 1956–1959.
- 13 oktober – Ulla Castegren, 69, svensk skådespelare och sångare.
- 14 oktober – Lasse Dahlquist, 69, svensk kompositör, vissångare och skådespelare.
- 16 oktober – Johan Borgen, 77, norsk författare.
- 18 oktober – Essi Renvall, 68, finländsk skulptör.
- 26 oktober – Park Chung-hee, 61, sydkoreansk general och politiker, president 1963-1979.
- 31 oktober
  - Edvin Adolphson, 86, svensk skådespelare.
  - Rudolf "Putte" Kock, 78, svensk fotbollsspelare och sportjournalist [2].

#### November
- 1 november – Mamie Eisenhower, 82, USA:s första dam 1953–1961, gift med Dwight D. Eisenhower.
- 5 november – Al Capp, 70, amerikansk serieskapare.
- 7 november – Katarina Jakobsson, svenskt mordoffer - se Kannibalmordet i Malmö.

- 17 november
  - Anders Ek, 63, svensk skådespelare.
  - Anna-Lisa Fröberg, 92, svensk skådespelare.
- 22 november – Josef Oberhauser, 64, tysk SS-officer, dömd krigsförbrytare.
- 23 november
  - Merle Oberon, 68, brittisk skådespelare.
  - Charles E. Potter, 63, amerikansk republikansk politiker, senator 1952–1959.
- 29 november – Zeppo Marx, 78, amerikansk komiker.

#### December
- 5 december – Sonia Delaunay-Terk, 94, rysk-fransk konstnär.
- 7 december – Nicolas Born, 41, västtysk författare.
- 18 december – Henny Lindorff Buckhøj, 77, dansk skådespelare.
- 24 december – Rudi Dutschke, 39, tysk studentledare.
- 25 december – Joan Blondell, 73, amerikansk skådespelare.
- 26 december – Hjalmar Mehr, 69, svensk politiker.
- 28 december – Bengt Rosenius, 61, svensk officer i flygvapnet.
- 29 december – Carl-Johan Unger, 73, svensk skådespelare.
- 30 december – Richard Rodgers, 77, amerikansk kompositör.

## Nobelpris[23]
- Fysik
  - Sheldon Glashow, USA
  - Abdus Salam, Pakistan
  - Steven Weinberg, USA
- Kemi
  - Herbert C Brown, USA
  - Georg Wittig, Västtyskland
- Medicin
  - Allan M Cormack, USA
  - Godfrey N Hounsfield, Storbritannien
- Litteratur – Odysseus Elytis, Grekland
- Fred – Moder Teresa, Indien
- Ekonomi
  - Theodore W Schultz, USA
  - William Arthur Lewis, Storbritannien

### Fotnoter
1. 1 2 3 4 5 6 7 8 9 10 11 12 13 14 15 16 17 18  Faktakalendern 1996, Semic, 1995
2. 1 2 3 4 5 6 7 8 9 10 11 12 13 14 15 16 17 18  Hundra år i Sverige – 1979, Hans Dahlberg, Albert Bonniers, 1999
3. 1 2 3 4 5 6 7 8 9 10 11 12 13 14 15  20:e århundrades När Var Hur – 1979, Bernt Himmelstedt, Forum, 1999
4. ↑  Sverige 1900-talet – KF en folkrörelse med ideal, NE, Bra Böcker, 2000
5. 1 2 3  Faktakalendern 2000 – 1979 (Utlandet), Semic, 1999
6. ↑  Sverige 1900-talet – Varmare men från ett kallt utgångsläge, NE, Bra Böcker, 2000
7. 1 2 3 4 5 6 7 8 9  100 år med Aftonbladet – 1978, 1999
8. ↑  Bonniers krönika över 20:e århundradet ISBN  91-34-50930-5
9. 1 2 3 4 5  Sverige 1900-talet – 1979, NE, Bra Böcker, 2000
10. 1 2 3 4 5 6 7 8 9 10  Faktakalendern 1997, Semic, 1996
11. ↑  ”BBC “On this Day””. http://news.bbc.co.uk/onthisday/hi/dates/stories/march/18/newsid_4226000/4226271.stm.
12. ↑  ”1979: Early election as Callaghan defeated”. BBC ON THIS DAY. BBC. http://news.bbc.co.uk/onthisday/hi/dates/stories/march/28/newsid_2531000/2531007.stm.
13. ↑  Sverige 1900-talet – Är du likaberättigad, lilla vän?, NE, Bra Böcker, 2000
14. ↑  ”BBC ON THIS DAY | 9 | 1979: Paperboy's killers convicted”. http://news.bbc.co.uk/onthisday/hi/dates/stories/november/9/newsid_2516000/2516015.stm.
15. ↑  ”False Alarms on the Nuclear Front”. http://www.pbs.org/wgbh/nova/missileers/falsealarms.html.
16. ↑  Riksdagens protokoll 1979/80:53 (13-14 december 1979)
17. ↑  Riksdagens protokoll 1979/80:61 (3-15 januari 1980)
18. ↑  Faktakalendern 2000 – 1979 (Sverige), 1999
19. ↑  ”World Statesmen (läst 7 april 2011)”. http://www.worldstatesmen.org/Spanish_autonomous_communities.html#Basque.
20. ↑  Sverige 1900-talet – Sverige åter i Europa, NE, Bra Böcker, 2000
21. ↑  Sverige 1900-talet – Bruket dominerade Munkfors utveckling, NE, Bra Böcker, 2000
22. ↑  ”Jenny Olsson död i cancer”. SvD.se. 17 april 2012. http://www.svd.se/sport/jenny-olsson-dod-i-cancer_7063505.svd. Läst 17 april 2012.
23. ↑  ”Nobelpriset”. https://www.nobelprize.org/prizes/lists/all-nobel-prizes/. Läst 10 april 2011.